# Генерални гувернер Индије
Генерални гувернер Индије (енгл. Governor-General of India), титула намесника британског владара (вицекраља) у Индији од 1773. до 1947. године, у пракси носилац извршне власти у Британској Индији. Од 1773. до 1858. генерални гувернери били су на челу управе Британске источноиндијке компаније у Индији, а од 1858. до 1947. носили су титулу вицекраља Индије и били на челу Британске империје у Индији.

## Генерални гувернери Источноиндијске Компаније
| Име             | Мандат     | Важни догађаји                                     |
| --------------- | ---------- | -------------------------------------------------- |
| Ворен Хејстингс | 1773-1785. | Први англо-маратски рат Други англо-мисорски рат   |
| Чарлс Корволис  | 1786-1793. | Трећи англо-мисорски рат                           |
| Виљем Амхерст   | 1823-1828. | Побуна у Баракпуру (1824) Први англо-бурмански рат |
| Виљем Бентинк   | 1828-1835. | Забрана сати и тагија.                             |
| Џемс Долхауси   | 1848-1856. | Доктрина о прекиду                                 |
| Чарлс Кенинг    | 1856-1858. | Индијска побуна 1857.                              |

## Генерални гувернери и поткраљеви Индије
| Име             | Мандат     | Важни догађаји       |
| --------------- | ---------- | -------------------- |
| Чарлс Кенинг    | 1858-1862. | Први поткраљ Индије. |
| Арчибалд Вејвел | 1943-1947. |                      |